# Sannes
Sannes é uma comuna francesa na região administrativa da Provença-Alpes-Costa Azul, no departamento de Vaucluse. Estende-se por uma área de 4,6 km². Em 2010 a comuna tinha 253 habitantes (densidade: 55 hab./km²).